# OpenArena
OpenArena je zdarma dostupná open source 3D počítačová hra, která patří do žánru "stříleček z pohledu první osoby". OpenArena měla své první veřejné testovací vydání 19. srpna 2005, den po uvolnění zdrojových kódů id Tech 3 pod GPL a také poslední den Quake Expa 2005. OpenArena je vyvíjena především open source nástroji. Například jádro hry je GPL id Tech 3 od id Software. Jádro hry, kód hry a data jsou svobodná a volně dostupná.

## Přehled
Hraní OpenAreny je obdobné jako hraní Quake III Areny – získáváním fragů se snažíte vyhrát za použití nabídky zbraní určených pro různé situace. Herní módy jsou populární Deathmatch, Team Deathmatch, Tournament a Capture the Flag. Všechny módy jsou také v původní hře. Od verze 0.6.0 je možné hrát proti botům. V roce 2010 byla poslední verze 0.8.5.
K OpenAreně existují nezávisle vyvíjené mody a také další hry, které běžely na OpenAreně. Mezi takové mody patří Defrag, české FPScore a další. OpenArena je kompatibilní s některými Quake 3 mody.

## Screenshoty

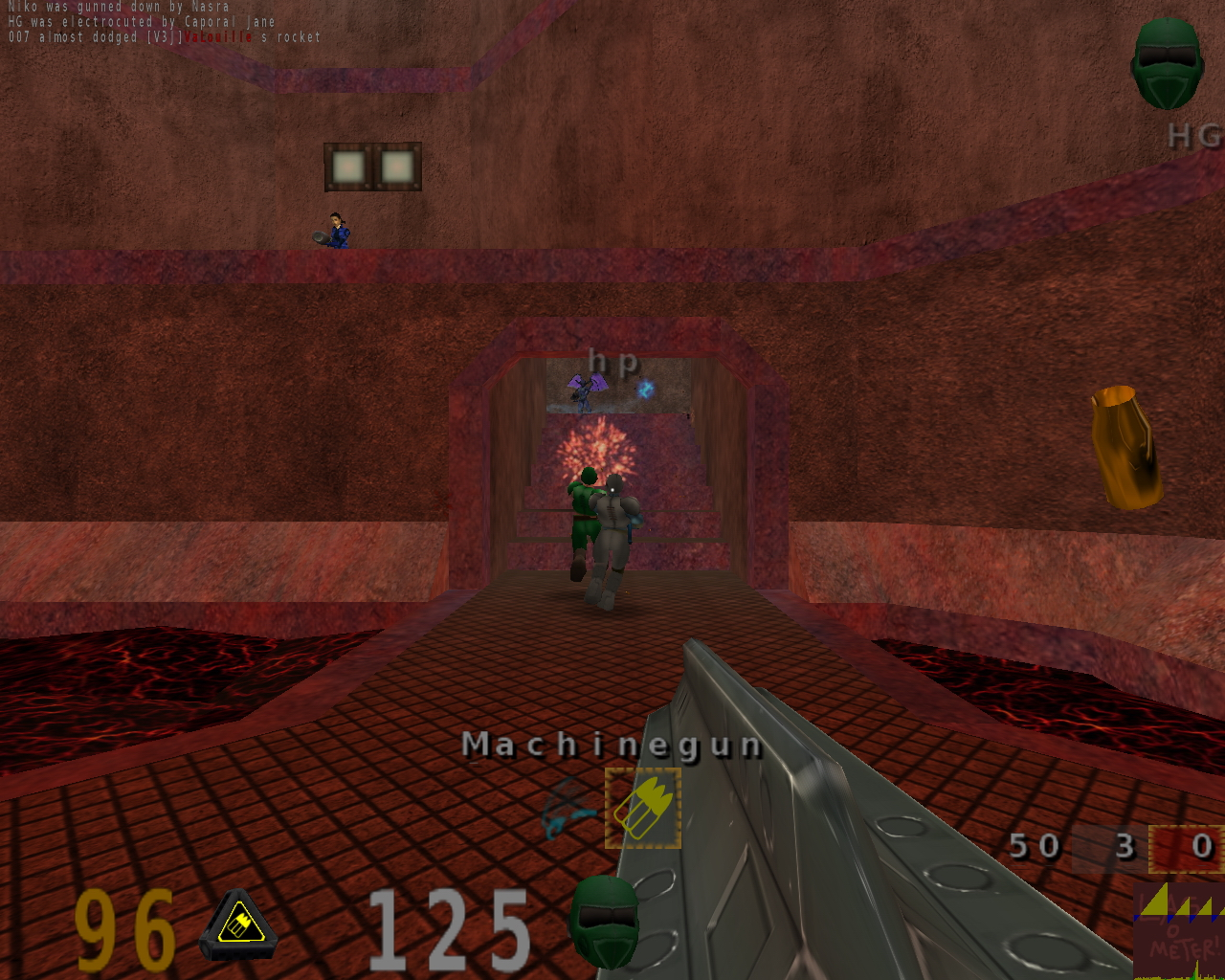
Je tam někdo?...
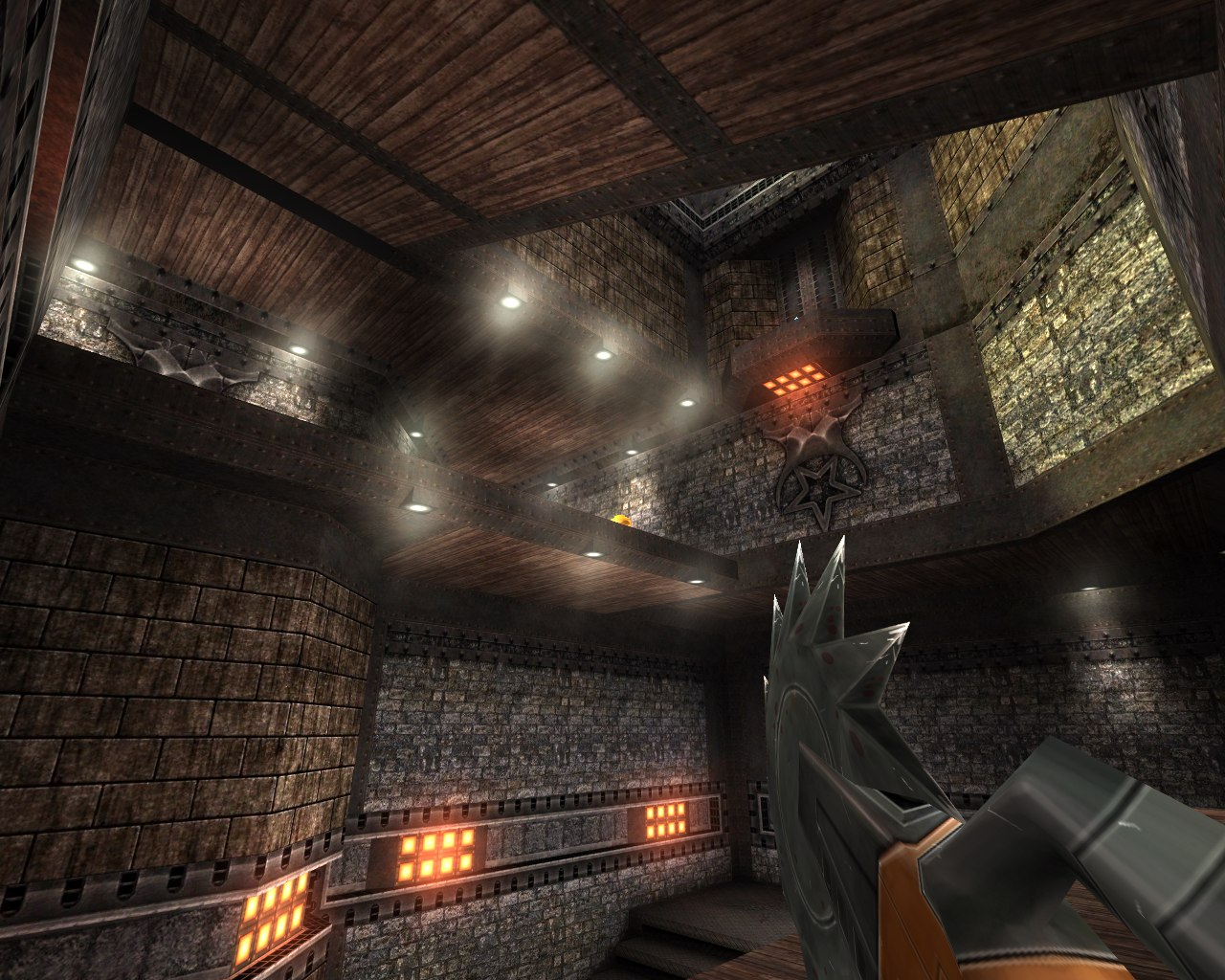
Jiná zbraň...
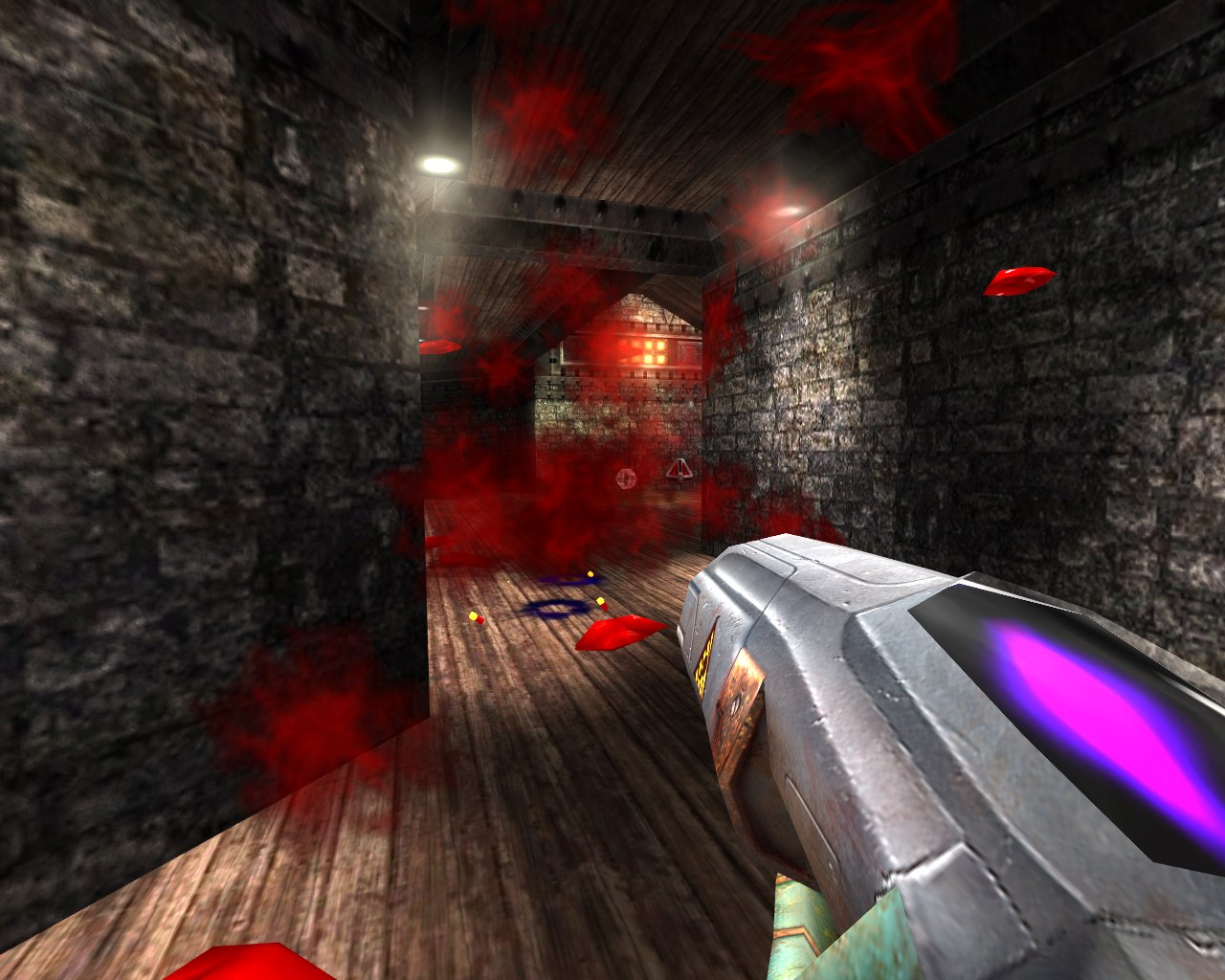
S pistolí v ruce postupovat kupředu...
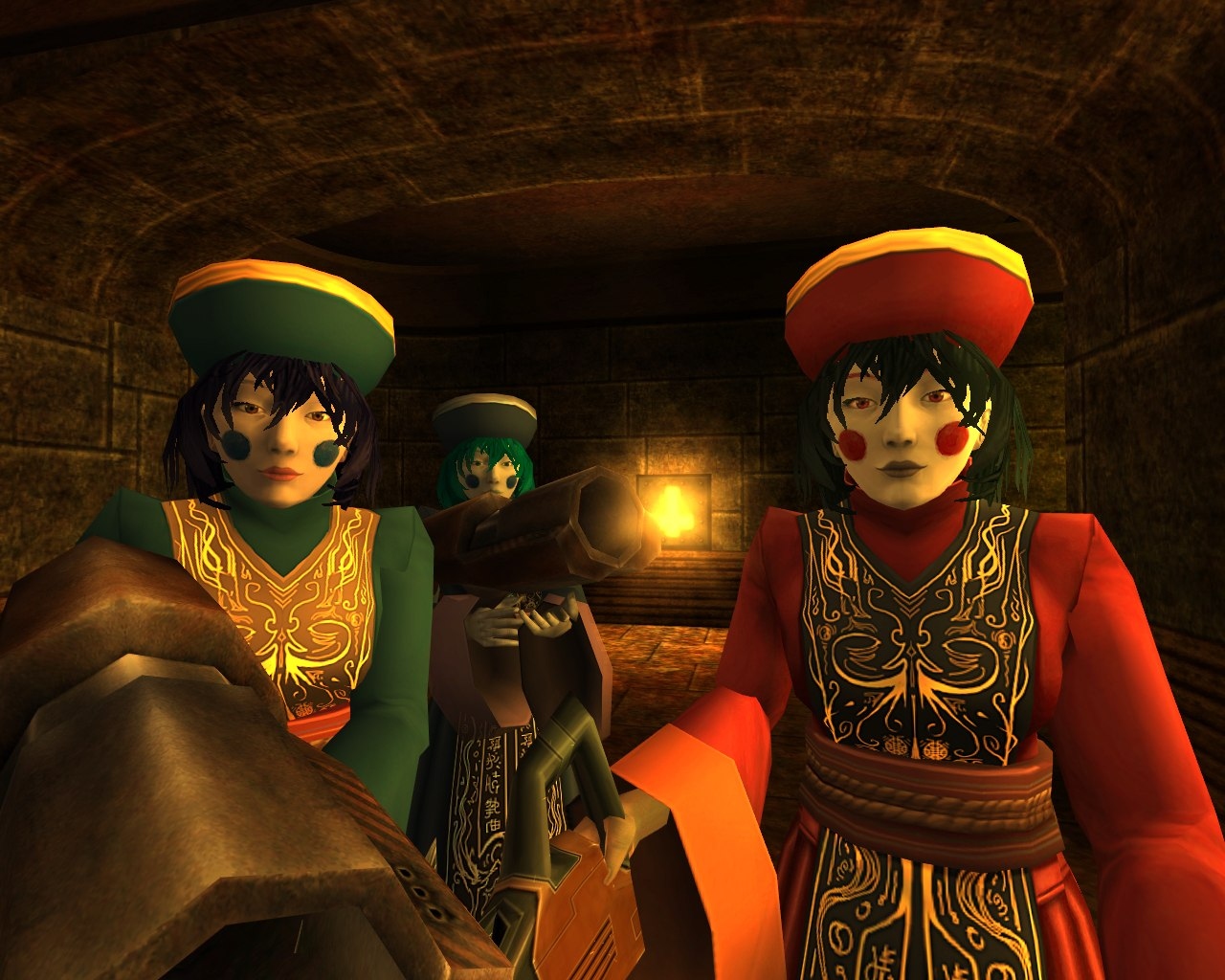
Postava Kyonshi
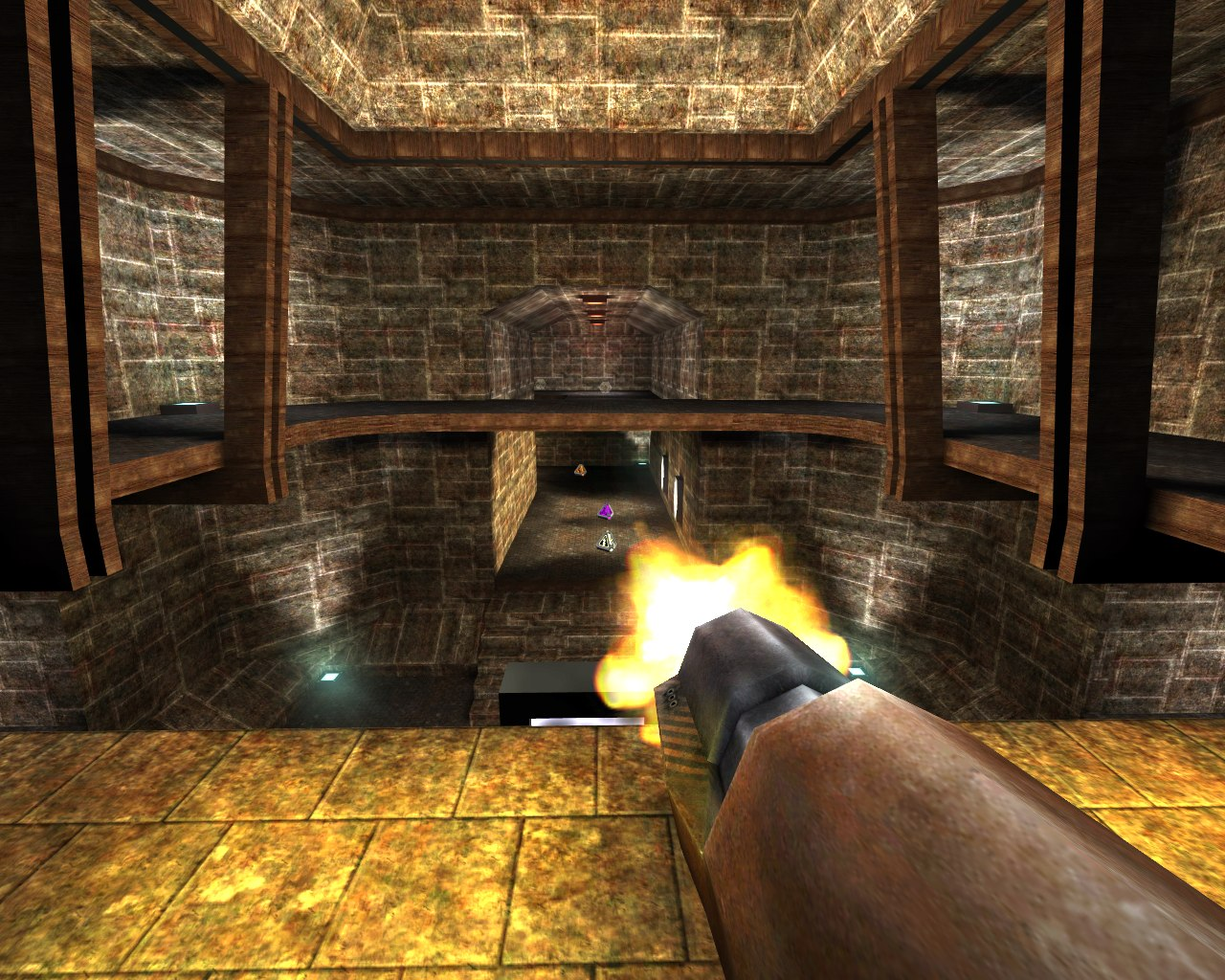
Střílení
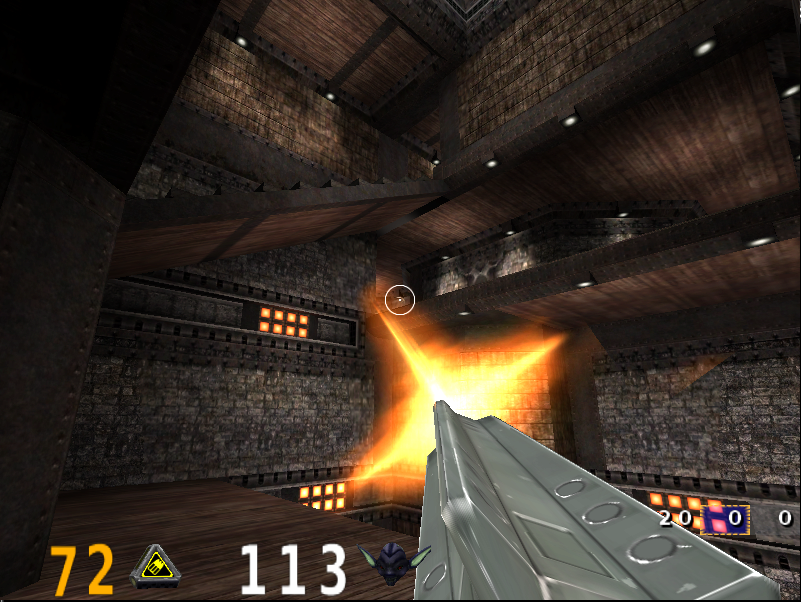
Záběr ze hry – střílení